# Cegielnia (Miechowa)
Cegielnia – część wsi Miechowa w Polsce, położona w województwie opolskim, w powiecie kluczborskim, w gminie Byczyna.
W latach 1975–1998 Cegielnia administracyjnie należała do ówczesnego województwa opolskiego.